# MAIDEN VOYAGE
『MAIDEN VOYAGE』（メイデン・ヴォヤージュ）は、日本の歌手・Salyuの3枚目のオリジナルアルバム。2010年3月24日にトイズファクトリーより発売された。

## 背景・音楽性
前作『TERMINAL』以来約3年ぶりとなるオリジナルアルバム。シングルとしてリリースされた「LIBERTY」「iris 〜しあわせの箱〜」「コルテオ 〜行列〜」「HALFWAY」「EXTENSION」「新しいYES」を含む全14曲が収録されている。
アルバムとしてはSalyu初となるセルフ・プロデュース。Salyuはアルバムのゴールを先に設定していたといい、「＜14曲入りで、この位置にはこういう楽曲を＞というヴィジョンを最初に固めていたので、曲を書いていただきたい方にも、それぞれの楽曲に関しての明確なイメージを具体的にお伝えする形で発注しました」と語っている。一方、コ・プロデュースとして小林武史がクレジットされており、Salyuは「最終的には小林さんにすごく助けていただいた」と振り返っている。
本作について、Salyuは「私自身の歌手としての覚悟、＜歌手です＞と言いきれる姿勢……その理念がすべての楽曲に表れている作品にしたい、という信念を込めています」と紹介しており、次のように発言している。
| 「                                             | 憂鬱だったりとか喜びだったりとか、そういうものに刹那的に翻弄される自分がいて、疲れることもあったし。でも、もっと丈夫な、自分を信頼できる〈船〉を造れたら、船って自分の心だと思うんですけど。〈海〉を日々の中で生まれるあらゆる状況に例えるとしたら、どんな状況でも天気でも渡っていける丈夫な〈船〉を造りたいなっていう気持ちが今回の『MAIDEN VOYAGE』のテーマなんです | 」 |
| —Salyu（「SHY GLANCE, INC.」インタビューより） | |    |

## リリース・プロモーション
初回限定盤と通常盤の2形態で発売。初回限定盤はCD+DVD、通常盤はCDのみ。DVDには、2009年2月10日に開催されたツアー『Salyu Tour 2009 Merkmal』日本武道館公演の模様が収録されている。
本作のアートディレクターは平野文子 (THROUGH.) が担当。
13thシングル『新しいYES』にボーナス・トラックとして本作のメドレー「PRE-VOYAGE」が収録されている。
2010年4月10日から5月15日まで、11会場12公演に渡るホールツアー『Salyu Tour 2010 MAIDEN VOYAGE』を開催。最終日である5月15日の昭和女子大学人見記念講堂公演は追加公演として開催され、サプライズゲストとして小林武史が出演した。また、本作の初回限定盤とシングル『新しいYES』、本ツアーのチケットのトリプル購入者特典が用意された。

## 収録曲

### CD
- プロデュース：Salyu / コ・プロデュース：小林武史

1. messenger [5:23]
  - 作詞・作曲・編曲：小林武史

Salyuが小林にアルバムの1曲目として発注した楽曲。Salyuは「高音とロングトーンに意義のある曲」「誰でも口ずさめるようなスタンダード系の曲で、朴訥と愛を語る歌」とリクエストしたという[11]。
2. イナヅマ [5:36]
  - 作詞・作曲・編曲：小林武史

本楽曲について、Salyuは「小林さんとSalyuのタッグというのは、やっぱりポップロックの甘い疾走感のある楽曲で絶妙な化学反応が起きるなって再確認させられた曲」と語っている[11]。
3. EXTENSION [4:24]
  - 作詞：Salyu / 作曲：国府達矢 / 編曲：渡辺善太郎

12thシングル。
4. コルテオ 〜行列〜 [5:25]
  - 作詞・作曲・編曲：小林武史 / 弦編曲：小林武史・四家卯大

11thシングル。
シルク・ドゥ・ソレイユ来日公演『ダイハツ コルテオ』イメージソング[12]。
5. 新しいYES [5:05]
  - 作詞・作曲・編曲：小林武史

13thシングル。
トヨタ自動車「SAI」CMソング[8]。
6. L.A.F.S. [3:39]
  - 作詞：Salyu / 作曲：Salyu・国府達矢 / 編曲：Salyu・国府達矢・名越由貴夫

タイトルは「Love At First Sight」の略称で、Salyuが初めて自身で作曲を行なっている[4]。
7. emergency sign [5:07]
  - 作詞・作曲・編曲：小林武史

NHK総合ドキュメンタリー番組『ストーリーズ 事件の涙 Human Crossroads』テーマソング[13]。
8. iris 〜しあわせの箱〜　[5:32]
  - 作詞：Salyu / 作曲：松本良喜 / 編曲：渡辺善太郎

10thシングル。
ニンテンドーDS用ゲームソフト『レイトン教授と悪魔の箱』主題歌[14]。
9. HALFWAY [4:32]
  - 作詞：小林武史・ERIKO・Salyu / 作曲・編曲：小林武史 / 弦編曲：小林武史・四家卯大

11thシングル。
シネカノン配給映画『ハルフウェイ』主題歌[15]。
10. SWEET PAIN [4:06]
  - 作詞：Salyu / 作曲・編曲：渡辺善太郎

9thシングル『LIBERTY』カップリング曲。
11. cruise [5:26]
  - 作詞：一青窈 / 作曲：Salyu・国府達矢 / 編曲：渡辺善太郎

Salyuは、「このアルバムは、色んなアーティストの方と制作するという旅で出会った縁を合流させる地点にしなきゃいけないって思ってたんですね。一青窈さんには、これまで『Tower』や『name』のほか、何曲も素晴らしい歌詞を書いてもらっていたので、絶対1曲、書いて頂きたいと思って、語感を大事にした曲をお願いしたんです」と語っている[16]。
12. BIRTHDAY [3:16]
  - 作詞：Salyu / 作曲：国府達矢 / 編曲：名越由貴夫・Salyu

ドラムはMr.Childrenの鈴木英哉が演奏している。
13. LIBERTY [4:49]
  - 作詞：Salyu / 作曲：国府達矢 / 編曲：渡辺善太郎

9thシングル。
14. VOYAGE CALL [4:56]
  - 作曲：国府達矢 / 編曲：渡辺善太郎

ヴォカリーズ。Salyu曰く「航海に出て行く心象風景をロングトーンと響きだけでイメージしてもらいたかった」とのこと[16]。

### 初回限定盤付属DVD
Salyu Tour 2009 Merkmal Live at Nippon Budokan 2009.2.10
1. 呼吸前奏曲
2. 回復する傷
3. プラットホーム
4. be there
5. 彗星
6. Tower
7. 飛べない翼
8. 飛行船
9. エロティック
10. name
11. 夜の海 遠い出会いに
12. インテルメッツォ（Cello・ソロ）
13. Sight
14. 砂
15. 光の束
16. 再生
17. landmark
18. Dramatic Irony
19. VALON-1
20. to U
21. I BELIEVE
22. コルテオ ～行列～
23. グライド
24. トビラ
25. HALFWAY
26. 風に乗る船

## 参加ミュージシャン
- 小林武史：Piano / Keyboards (#1, #2, #4, #5, #9)
- 浦清英：Piano / Keyboards (#12)
- 名越由貴夫：Guitar (#2 - #6, #11, #12)
- 渡辺善太郎：Guitar (#8, #10, #13), Bass (#8, #10, #11, #13, #14)
- 小倉博和：Guitar (#9)
- 国府達矢：Guitar (#14), Chorus (#11)
- キタダマキ：Bass (#2, #5)
- 川崎哲平：Bass (#1)
- 沖山優司：Bass (#3)
- あらきゆうこ (mi-gu)：Drum (#2, #5, #11, #14)
- 河村“カースケ”智康：Drum (#3, #8, #13)
- 斎藤たかし：Drum (#1)
- 臺太郎：Drum (#10)
- 鈴木英哉：Drum (#12)
- 堀沢正巳：Cello (#13)
- 四家卯大ストリングス：Strings (#4, #9)
- 金原千恵子ストリングス：Strings (#8)
- 吉田誠：Computer Programming
- 安達練：Computer Programming